# Hochwasserrückhaltebecken Sulzbach
Das Hochwasserrückhaltebecken Sulzbach, auch Sulzbachstausee genannt, liegt auf Markung Steinenbronn zwischen Schönaich und Steinenbronn im Landkreis Böblingen in Baden-Württemberg.
Der Sulzbach ist ein Zufluss der Aich. Der kleine, in natürlicher Umgebung liegende Stausee wird von einem 18 m hohen Erddamm aufgestaut. Das Hochwasserrückhaltebecken wird vom Wasserverband Aich betrieben.